# Рабош
Рабош или роваш је средство за споразумевање које налазимо код најстаријих народа света (Германи, Скити, Скандинавци, Монголи, Словени, Кинези, Египћани и други стари народи), а примитивна племена у Кини, Африци, Аустралији, Монголији га и дан данас користе. 
Представљају комадиће дрвета разних облика, дужине 20cm до 1m, на којима се урезују ознаке налик цртицама, математичког карактера. Бележили су се дуговања, месеци, године, празници.

## Значај и улога рабоша
Рабош је једно од средстава којима су се служили људи у међусобној комуникацији да би се нешто лакше запамтило. Рабош се нарочито користио у процесу бројања, записивања бројева, мерењу времена и означавању новчаних потраживања.

### Историјат
Сматра се да један од старијих примера коришћења рабоша потиче још из палеолита. У старом Риму рабоше су употребљавали као потврде о плаћању пореза. Порез у европским земљама у средњем веку такође се наплаћивао преко рабоша. У Енглеској у 19. веку рабоши су коришћени као доказ на судовима, а у Србији су ту улогу имали све до краја 19. века. Такође су у Србији путем рабоша бележени рођени и умрли по црквама. Трагови рабоша присутни су у разним епохама и разним цивилизацијама широм света.

## Математичка писменост и рабош
Математичка писменост почиње у тренутку када се јавља потреба да се неки детаљ из живота, неки догађај или нека математичка ситуација учини трајном, запамти и прикаже одређеним знацима симболима. Ти симболи су приказивани на различитим мнемотехничким средствима, међу којима рабош, као дрвена плочица на којој су одређеним зарезима људи уписивали бројеве, заузима посебно место. Рабош пружа доказе како су људи од самог почетка цивилизације били принуђени да развијају математику и да се користе њеним резултатима.

## Начини коришћења
Рабоши су имали различиту намену и облик. 
- За личну употребу (сточарски, кочијашки, виноградарски, кметовски, рабош као календар)[4]
- За споразумевање двеју или више особа (ваљарски, пекарски, бојаџијски, конобарски, трговачки)[4]

Рабоши су највише коришћени у пекарама или у трговини на следећи начин: најчешће се користио штап, дужине 30 до 60цм, би се расцепио уздуж, до три четвртине дужине, тако да се последња четвртина не расцепљује. Дужи део расцепљеног штапа назива се квочка, и он углавном остане код особе која даје нешто на дуг, а краћи део, који није расцепљен, назива се пиле и део је који припада оном који узима дуг. Када муштерија узме неки производ на вересију, предаје своје пиле продавцу, а продавац га прислони уз своју квочку и на њему направи зарезе, односно број производа колико муштерија узима. Квочка и пиле се спајају приликом обрачуна и морају да се подударају. Када се дуг исплати, квочка и пиле се ломе и бацају у ватру.

## Рабош календар
Рабош је омогућавао да се на једноставан начин мери време. Такви рабоши су називани дрвеним календарима. На њима су неписмени људи бележили урезима месеце, седмице и дане у току године. Мерење времена помоћу рабоша представља један од најстаријих начина мерења времена. Дрвени календари су израђивани од дрвета и имали су 4 стране. На свакој страни је бележено по три месеца. Спомињу се и рабоши календари у делу Робинзон Крусо аутора Данијела Дефоа. Крусо објашњава на који начин је на пустом острву означавао време. 
| „ | На странама четвртастог стуба правио сам сваког дана зарез ножем, а сваки седми зарез био је двапут већи од осталих, као и зарез за сваки први у месецу; тако сам водио календар, односно недељни, месечни и годишњи запис времена | ” |

Први пут се појављују у Лондону 1719. године, а код нас 1796. године.

### Верски празници
На дрвеним календарима су бележени верски и други празници. Знаком + би се бележили недеља и празник, а правом цртом (|) дан без празника. Пример календара је календар Милована Гавација из 1930. године који се данас чува у Етнографском музеју у Загребу.

### Рабоши у германском језичком подручју
У германском подручју су раширени посебни облици рабоша(holz-kalendari), сродни календарима-рабошима. Најстарији је сачуван у Државном етнографском музеју у Берлину који потиче из 1441. године.